# Nückel (Loxstedt)
Nückel (niederdeutsch Nückel) ist ein Ortsteil von Bexhövede und gehört heute zur Einheitsgemeinde Loxstedt im niedersächsischen Landkreis Cuxhaven.

## Geografie
Nückel befindet sich südöstlich von der wenige Kilometer entfernten Seestadt Bremerhaven und in der Nähe der Bundesstraße 71. Der Ort liegt zwischen den Siedlungen von Loxstedt-Hohewurth und Bexhövede.

## Geschichte
Das historische Dorf und Gut war im Kirchspiel Bexhövede eingepfarrt und gehörte zur Hausvogtei Altluneberg in der Börde Beverstedt. Gleichzeitig war man dem adeligen Gericht Beverstedt unterstellt. Während der mehrjährigen Franzosenzeit wurde Nückel ein Teil der Kommune Bexhövede im Kanton Bremerlehe. 1840 wurde Nückel zu einer Landgemeinde. Von 1852 bis 1859 gehörte sie zum Amt Beverstedt, bis 1885 dann zum Amt Lehe und schließlich ab 1885 zum Kreis Geestemünde. Die gleichnamige Gemarkung wurde 1876 gebildet. Das Dorf zählte am 1. Dezember 1910 nur 30 Einwohner und verlor an politischen Einfluss, als die Gemeinde und Gemarkung 1929 nach Bexhövede eingegliedert wurde. Nachdem am 1. März 1974 auch Bexhövede seine Selbständigkeit verlor, gehört Nückel zur Gemeinde Loxstedt.
Heute befinden sich die Häuser in der nach dem Ortsteil benannten Straße Nückel. Das landwirtschaftlich geprägte Dorf (Rinderzucht) hat auch eine gleichnamige Bushaltestelle an der Bundesstraße 71. Die VBN-Linie 575 und das Anrufsammeltaxi 75 ermöglichen Fahrten in Richtung Bremerhaven bzw. Beverstedt.

## Politik

### Gemeinderat und Bürgermeister
Auf kommunaler Ebene wird die Ortschaft Nückel vom Loxstedter Gemeinderat vertreten.

### Ortsvorsteher
Die Ortsvorsteherin von Bexhövede/Nückel ist Silvia Pauper.

## Persönlichkeiten
Personen, die mit dem Ort in Verbindung stehen
- Hugo Stinnes (1870–1924), Ruhrindustrieller und Politiker, ehemaliger Besitzer des Gutes Nückel
- Cläre Stinnes, geb. Wagenknecht (1872–1973), Ehefrau von Hugo Stinnes, sie lebte für neun Monate auf dem Gut Nückel
- Gösta Hansson (1898–1979), schwedischer Inspektor für den Anbau von Hackfrüchten, Getreide und Kartoffeln, lebte als Gutsverwalter in Nückel und heiratete 1927 die Bexhövederin Frieda Möller